# Pergunta complexa
Pergunta complexa ou, em latim, plurium interrogationum (em português, 'múltiplas perguntas') é uma pergunta que traz implícita uma afirmação que, na realidade, poderia ser objeto de dúvida ou que mereceria uma pergunta anterior.  Assim, dois tópicos sem relação  (ou de relação duvidosa) são conjugados e tratados como uma única pergunta, mediante a conversão de um desses tópicos em pressuposto. Pretende-se assim que o interlocutor aceite ou rejeite ambas quando, de facto, uma pode ser aceitável e a outra não. Trata-se, portanto, de um uso abusivo do operador "e" , resultando em uma armadilha retórica, em que uma pergunta não pode ser respondida sem que se admita o pressuposto, que pode ser falso.
Portanto, perguntas complexas podem ser, embora nem sempre sejam, falaciosas, podendo tratar-se de um caso de falácia informal.

## Exemplos
- Já parou de bater na sua mulher?
- Quando foi que Deus criou o Universo? A pergunta assume que 1) o Universo foi criado e 2) que Deus o fez. De fato, poderia ser decomposta em três perguntas : 1) O Universo foi criado? 2) Se foi criado, Deus o criou? 3) Sendo assim, quando foi criado?
- Deves apoiar a educação familiar e o direito, dado por Deus, de os pais educarem os filhos de acordo com as suas crenças?
- Apoias a liberdade e o direito de andar armado?
- Já deixaste de fazer vendas ilegais?  Nesse caso, há duas questões: 1) Já fizeste vendas ilegais? 2) Já deixaste de fazê-las?
- Por que razão defender a liberdade, se o livre-arbítrio é uma ilusão?